# René Gérard
René Gérard (Montpellier, 8 giugno 1914 – Montpellier, 7 luglio 1987) è stato un calciatore francese, di ruolo centrocampista.

## Carriera

### Nazionale
Ha collezionato sette presenze con la propria Nazionale.